# Резервний банк Індії

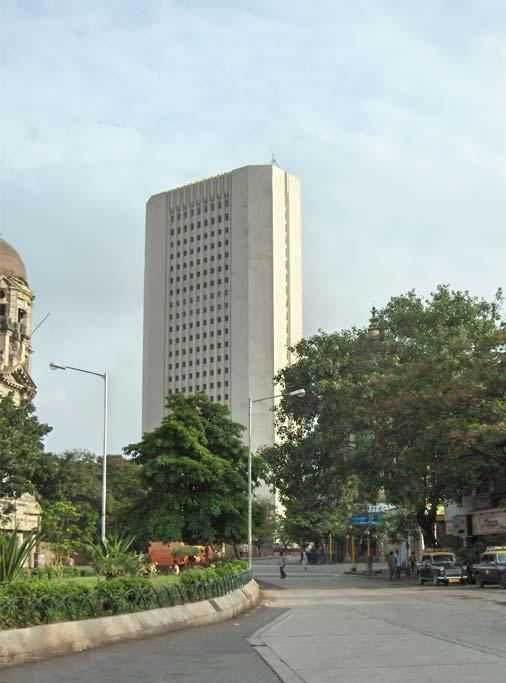
Резервний банк Індії

Резервний Банк Індії (англ. Reserve Bank of India) — державний центральний емісійний банк Індії.

## Історія
Заснований в 1934 Законом про Резервний банк Індії. Почав свою діяльність 1 квітня 1935 року. Початково штаб-квартира банку знаходилась в Калькутті, але в 1937 вона переїхала в Мумбай. Банк створювався як акціонерне товариство і в такому вигляді проіснував до 1949 року, коли був націоналізований урядом Індії.

## Функції банку
Капітал банку цілком викуплений у акціонерів центральним урядом. Користується винятковим правом грошової емісії і регулювання грошового звернення, випуску позик і управління державним боргом за дорученням центрального уряду і органів державної влади окремих штатів.
Зберігає засоби і здійснює розрахунки центрального уряду і органів державної влади штатів; встановлює облікову ставку, по якій передисконтовує, продає або купує векселі і ін. комерційні документи; зберігає обов'язкові резерви банків; надає банкам, центральному уряду і органам державної влади штатів кредити; зберігає золоті і валютні резерви країни, купує і продає золото, срібло і іноземну валюту.
Капітал банку 50 млн. індійських рупій, резерви банку 1,5 млрд індійських рупій. Сума балансу на 30 листопада 1974 склала 89 млрд індійських рупій, депозити центрального уряду — 0,59, депозити комерційних банків — 5,7, сума вкладень в урядові коштовні папери — 5,9, емісія банкнот — 59,7, золото-валютні резерви — 8,8 млрд індійських рупій.